# Romanze (Film)
Romanze (Originaltitel: Romance) ist ein US-amerikanischer Spielfilm von Clarence Brown aus dem Jahr 1930. Die Hauptrolle spielt Greta Garbo. Die Schauspielerin erhielt für ihre Auftritte in Romanze und Anna Christie auf der Oscarverleihung 1930 (November) eine Nominierung als beste Darstellerin. 

## Handlung
Ein junger Mann verliebt sich in eine Schauspielerin und bittet seinen Onkel, einen Bischof der Anglikanischen Kirche, um Rat. Der lehnt sich im Ohrensessel zurück und erzählt von seiner Jugend. Als junger Vikar verliebte er sich in die Sängerin Rita Cavallini, die ihrerseits die Geliebte des sagenhaft reichen, aber uralten Cornelius Van Tuyle ist. Es gelingt ihm, die Cavallini für sich zu gewinnen, um am Ende festzustellen, dass er sie nur als Frau, aber nicht um ihrer selbst willen begehrt. Die Sängerin ahnt die Gewissensnöte des jungen Vikars und scheidet heimlich aus seinem Leben, um ihr Dasein in einem Kloster zu beenden. 
Nach Beendigung der Erzählung ist der Neffe des Bischofs bereit, alles für seine Freundin zu tun, und wird sie aus Liebe heiraten, und nicht aus anderen, nicht ganz so ehrenhaften Motiven.

## Hintergrund
Romanze wurde am 22. August 1930 in den nationalen Verleih gebracht. Der Film war Greta Garbos dritter Tonfilm nach den englischen und deutschen Versionen von Anna Christie. Er markierte nach ihrer Darstellung einer verbitterten Prostituierten die Rückkehr als langleidender, entsagungsreicher Geliebten, die in üppigen Kostümen für und an der Liebe leidet. Wie üblich wurde die Schauspielerin erneut als Ausländerin, diesmal als italienische Sopranistin, präsentiert. Adrian entwarf einige der aufwändigsten Kostüme, die die Schauspielerin während ihrer gesamten Laufbahn zu tragen hatte. Der Film schrieb Modegeschichte durch einen von Adrian entworfenen Hut, der im Stil von Kaiserin Eugenie wie ein Barett quer über dem Kopf und leicht ins Gesicht gezogen getragen wurde. Er wurde millionenfach kopiert. Die Filmsets von Cedric Gibbons, die man stilistisch nicht ganz ernsthaft als Early MGM bezeichnen könnte, waren opulent und ganz darauf aus, eine Welt von Luxus und Wohlstand zu schaffen. William Daniels nahm die Schauspielerin erneut in vielen Großaufnahmen mit sehr hellem Oberlicht auf. Anders als noch in Anna Christie verschwanden Schatten und Hell-Dunkel-Kontraste fast komplett, und der damals übliche MGM-Studio-Look dominierte mit seinen klar konturierten Szenen. 
Die Dialoge hören sich an wie gesprochene Zwischentitel eines Stummfilms. So erläutert Garbo in ihrem ersten Monolog das Wesen der Liebe: 

„Was ist Liebe? Nichts weiter als Küsse im Dunkeln, heißer Atem auf dem Gesicht und ein Herz, das klopft bis zum Zerspringen. Die Liebe ist nichts weiter als ein wildes Tier, das man die ganze Nacht hindurch füttert, und wenn der Morgen kommt - stirbt die Liebe.“

Die Schauspielerin klang als Italienerin die meiste Zeit über wie eine Schwedin, die mit einem britischen Akzent Englisch redete. Ihr Phlegma, das die meisten Darstellungen der Schauspielerin auszeichnete, war in keinem anderen Film so ausgeprägt. Statt südeuropäisch-temperamentvoll wirkte ihre Cavallerina antrieblos und extrem passiv. Ihre Gesangsauftritte wurden von der Sopranistin Diana Gaylen synchronisiert und Garbo machte nicht einmal Anstalten, ihren Mund passend zum Gesang zu bewegen. Die Dreharbeiten waren mit 30 Tagen recht kurz für einen Garbo-Film. Während der Dreharbeiten erlitt der Hauptdarsteller Gavin Gordon einen Autounfall und fiel einige Tage aus. Greta Garbo weigerte sich daraufhin, Gordon durch einen anderen Schauspieler ersetzen zu lassen. Ursprünglich war die männliche Hauptrolle für Gary Cooper vorgesehen, der jedoch bereits an Marokko mit Marlene Dietrich arbeitete. Heute gehört der Film mit Yvonne aus dem Folgejahr zu den unbekanntesten Auftritten der Schauspielerin.

## Kinoauswertung
Mit Produktionskosten von 496.000 US-Dollar war Romanze eine durchschnittlich teure Produktion. Die Einspielergebnisse in Amerika waren nach all der Aufregung um Garbos Tonfilmdebüt mit 733.000 US-Dollar über ein Drittel niedriger als für Anna Christie. Außerhalb der USA spielte der Film weitere 523.000 US-Dollar ein, was ein Gesamtergebnis von 1.256.000 US-Dollar bedeutete. Der Profit für das Studio betrug 287.000 US-Dollar. 

## Kritiken
Die meisten Kritiker waren begeistert von Garbo und ihrer Darstellung. 
Mordaunt Hall, Kritiker bei der New York Times, befand: 

„Garbo gibt eine außerordentlich respektable, ehrliche und sympathische Darstellung.“

## Auszeichnungen
Der Film ging in die Oscarverleihung 1930 (November) mit Nominierungen in zwei Kategorien: 
- Beste Hauptdarstellerin - Greta Garbo (gemeinsam mit ihrem Auftritt in Anna Christie)
- Beste Regie - Clarence Brown